# Bataille de Sayler's Creek
Guerre de Sécession
Batailles
Campagne d'Appomattox
- Lewis's Farm
- White Oak Road
- Dinwiddie Court House
- Five Forks
- 3e Petersburg
- Richmond
- Sutherland's Station
- Namozine Church
- Amelia Springs
- Rice's Station
- Sailor's Creek
- High Bridge
- Cumberland Church
- Appomattox Station
- Appomattox Court House
- Reddition de Lee

La bataille de Sayler's Creek (également connue sous le nom de Sailor's Creek, Hillsman Farm ou Lockett Farm) a lieu le 6 avril 1865, au sud-ouest de Petersburg (Virginie), dans le cadre de la campagne d'Appomattox, dans les derniers jours de la guerre de Sécession.

## Contexte
En ce début d'avril 1865, le lieutenant-général Ulysses S. Grant est enfin parvenu à briser les lignes de défense confédérées, mettant ainsi un terme au siège de Petersburg. Le général Robert E. Lee tente de faire retraite avec son armée de Virginie du Nord, avec l'espoir de rejoindre le général Joseph E. Johnston et son armée en Caroline du Nord.
L'armée confédérée est encore forte de près de 30 000 hommes, mais Lee rencontre de graves problèmes de ravitaillements, et les troupes de l'Union le talonnent. Le 5 avril, Lee découvre que son itinéraire vers Danville est bloqué par un mouvement rapide de la cavalerie de l'Union. Il l'oblique donc sa course vers l'ouest, en direction de Lynchburg, en passant par Farmville où il espère trouver les ravitaillements qu'on lui a promis.

## Bataille
Le 6 avril, la cavalerie de l'Union de Philip Sheridan et des éléments des IIe et VIe Corps, lancent une offensive à Sayler's Creek. Deux divisions confédérées combattent le VIe corps de l'Union le long du cours d'eau. Les confédérés tentent une contre-attaque, mais ils sont repoussés. L'artillerie de l'Union, déployée sur Hillsman Farm joue un rôle clé dans cet affrontement.
La cavalerie de l'Union coupe droit à travers les lignes confédérées, et les isole. La plupart des soldats confédérés pris au piège se rendent alors, dont les généraux Richard S. Ewell, Seth M. Barton, James P. Simms, Joseph B. Kershaw, Custis Lee (le fils de Robert E. Lee), Dudley M. Du Bose, Eppa Hunton et Montgomery D. Corse. En tout, c'est près de 8 000 hommes, soit près d'un quart de l'armée confédérée, qui se rendent au terme de cette bataille.
Le contre-amiral confédéré John Randolph Tucker et son escadron naval, fort de 300 à 400 hommes, participent également à cet affrontement. Ainsi, des marins se sont battus à Sayler's Creek. John R. Tucker fait aussi partie des officiers généraux capturés à l'issue de la bataille.
Plus loin, le IIe corps de l'Union repousse John Brown Gordon et ses troupes, qui avaient pris à tort une autre route.

## Conséquences
Le décompte exact des pertes (disparus, morts, blessés et capturés) dans chaque camp est imprécis. On évalue les pertes confédérées à 7 ou 8 000 hommes, et environ 1 500 à 2 400 pour l'Union. Le National Park Service estime un décompte total des pertes des deux camps à 9 980.
Sheridan porte un rude coup à l'armée de Virginie du Nord à Sayler's Creek. Voyant le flot des rescapés, hagards, s'écouler le long de la route, Lee s'exclame : « Mon Dieu, l'armée s'est dissoute ? ».
Trois jours plus tard, Lee signait sa reddition, et à sa suite, le reste de la Confédération.

## Nom de la Bataille
Le National Park Service et la Commonwealth de Virginie utilisent tous deux le nom de "Sailor's Creek" ("sailor" veut dire "marin" en anglais) pour désigner cette bataille, mais cette dénomination est récente. Le nom historique est "Sayler's Creek", qui est probablement le nom d'un propriétaire foncier local. Beaucoup d'historiens spécialistes de la guerre civile (James M. McPherson, Shelby Foote, Bruce Catton, Douglas Southall Freeman, etc) utilisent cette graphie. Publié en 1900, la New International Encyclopedia appelle néanmoins cette bataille, "Sailor's Creek".